# Germanischer Lloyd
Germanischer Lloyd was een wereldwijd opererend Duits classificatiebureau opgericht in 1862 in Hamburg. In september 2013 fuseerde Det Norske Veritas met Germanischer Lloyd tot DNV GL Group.

## Geschiedenis
Op 23 juni 1862 werd in Hamburg op initiatief van verschillende reders een commissie gevormd, die moest gaan adviseren op het gebied van de scheepsclassificatie. Tijdens een van de eerste zittingen duikt de naam Germanischer Lloyd op, waarschijnlijk gebaseerd op het eerder opgerichte Lloyd's Register. De leden van deze commissie waren:
- J.C. Godeffroy & Sohn
- A.J. Schön & Co.
- A.J. Hertz & Söhne
- R.M. Sloman

Uiteindelijk groeide Germanischer Lloyd uit tot een bedrijf met ongeveer 7000 medewerkers werkzaam in 176 kantoren in 80 landen.